# Bátaapáti
Bátaapáti è un comune dell'Ungheria centro-meridionale di 418 abitanti (dati 2014). È situato nella contea di Tolna.